# 蔡佩真 (撞球運動員)
蔡佩真（1983年10月15日—），封號為「殺手甜心」，台灣花式撞球職業選手。
2011年之前，其舊稱號為「小妹」，其興趣為多樣運動，除花式撞球專長之外，還擁有跆拳道黑帶二段的實力。
2012年獲邀成為“國際扶輪 世界根除小兒麻痺EndPolioNow慈善計劃”親善大使。
蔡佩真承諾願意支持與跟隨著這個全人類健康計畫的宣導，直到小兒痲痹在全世界絕跡的那一日為止。

## 年度總冠軍賽

### 2007女子職業撞球大賽
| 站別     | 冠軍        | 亞軍   | 季軍                            |
| 一       | 柳信美      | 賴慧珊 | 林沅君、濱西由希子（ 日本）     |
| 二       | 金佳映（ ） | 柳信美 | 周婕妤、Amit Rubilen（ 菲律賓） |
| 三       | 林沅君      | 林倍君 | 柳信美、賴慧珊                  |
| 總冠軍賽 | 金佳映（ ） | 蔡佩真 | 張舒涵、柳信美                  |

### 2008女子職業撞球大賽
| 站別     | 冠軍   | 亞軍        | 季軍                        |
| 一       | 蔡佩真 | 柳信美      | 范瑞芳、周婕妤              |
| 二       | 周婕妤 | 金佳映（ ） | 柳信美、濱西由希子（ 日本） |
| 三       | 譚湘玲 | 高淑品      | 林沅君、林苗儀              |
| 總冠軍賽 | 周婕妤 | 林沅君      | 蔡佩真、金佳映（ ）         |

### 2009女子職業撞球大賽
| 站別     | 冠軍   | 亞軍   | 季軍                |
| 一站     | 周婕妤 | 蔡佩真 | 金佳映（ ）、張舒涵 |
| 二站     | 林沅君 | 柳信美 | 周婕妤、張舒涵      |
| 三站     | 周婕妤 | 柳信美 | 蔡佩真、張舒涵      |
| 總冠軍賽 | 周婕妤 | 賴慧珊 | 張舒涵、林沅君      |

### 2010女子職業撞球大賽
| 站別     | 冠軍   | 亞軍   | 季軍           |
| 一站     | 蔡佩真 | 林沅君 | 賴慧珊、周婕妤 |
| 二站     | 周婕妤 | 張舒涵 | 林筱琦、譚禾耘 |
| 三站     | 林沅君 | 譚禾耘 | 周婕妤、張舒涵 |
| 總冠軍賽 | 林沅君 | 周婕妤 | 譚禾耘、張舒涵 |

### 2011女子職業撞球大賽
| 站別     | 冠軍   | 亞軍   | 季軍           |
| 總冠軍賽 | 周婕妤 | 詹雅庭 | 蔡佩真、林沅君 |

## 比賽成績
- 2002年全國女子排名賽第40站亞軍。
- 2002年全國女子排名賽第41站亞軍。
- 2002年世界花式撞球錦標賽第17名。
- 2002年緯來混雙明星賽亞軍。
- 2002年世界花式撞球洲際對抗賽冠軍-中華B隊。
- 2002年全國女子排名賽第49站冠軍。
- 2003年全國女子排名賽第51站冠軍。
- 2003年34C撞球概念館會員賽亞軍。
- 2003年達芙妮9球巡迴賽季軍。
- 2003年女子巡迴賽第59站季軍。
- 2004年緯來職業撞球大賽季軍。
- 2004年緯來女子職撞大賽第二站季軍。
- 2004年第37屆全日本大阪公開賽女子組季軍。
- 2004年女子職業撞球大賽年度總冠軍賽季軍。
- 2005年女子巡迴賽67站季軍。
- 2005年緯來職業撞球大賽第一站季軍。
- 2005年緯來職業撞球大賽第二站季軍。
- 2005年緯來職業撞球大賽年度總冠軍賽季軍。
- 2005年第38屆全日本尼崎公開賽女子組第5名。
- 2005年女子職業撞球大賽年度總冠軍賽季軍。
- 2005年海峽兩岸交流賽女子天后盃冠軍。
- 2006年美國BCA公開賽第9名。
- 2006年女子巡迴賽第77站亞軍。
- 2007年安麗盃世界女子花式撞球錦標賽季軍。
- 2007年95學年大專院校女子8號球個人賽冠軍。
- 2007年澳門亞洲室內運動會女子8號球個人賽金牌。
- 2007年第86站全國女子撞球排名賽亞軍。
- 2007年女子職業撞球大賽年度總冠軍賽亞軍。
- 2008年緯來職撞大賽第一站冠軍。
- 2008年鹿城盃中國女子九球精英賽季軍。
- 2008年全國女子排名賽第87站亞軍。
- 2008年安麗盃世界女子花式撞球錦標賽第9名。
- 2008年全國女子年度排名第一。
- 2009年世界九球中國公開賽女子組冠軍。
- 2009年《緯來》2009年女子職撞大賽第一站C組分組冠軍。
- 2009年《緯來》2009年女子職撞大賽第一站亞軍。
- 2010年99學年大專院校女子8號球個人賽金牌。
- 2010年緯來職業撞球大賽第一站冠軍。
- 2010年世界9球中國公開賽第9名。
- 2010年菲律賓世界女子10號球第9名。
- 2010年第43屆全日本大阪公開賽第5名。
- 2011年全國女子撞球排名賽第109站季軍。
- 2011年全國女子撞球排名賽第110站冠軍。
- 2011年信地盃國際9號球邀請賽第5名。
- 2011年全國女子撞球排名賽第111站第5名。
- 2011年全國女子撞球排名賽第112站第5名。
- 2011年海寧皮革城9球公開賽第5名。
- 2011年亞林女子10球世錦賽亞軍。
- 2011年緯來年度總冠軍賽季軍。
- 2011年全國女子年度排名第二。
- 2011年世界排名第十一。
- 2012年全國女子排名賽第114站亞軍。
- 2012年安麗益之源盃世界女子花式撞球錦標賽第9名。
- 2012年瀋陽世界女子9號球錦標賽殿軍。
- 2012年世界排名第六。
- 2012年第26屆日本北陸公開賽季軍。
- 2012年緯來職撞大賽第三站季軍。
- 2012年第45屆全日本大阪公開賽第5名。
- 2012年緯來職撞大賽第四站冠軍。
- 2013年安麗益之源盃季軍。
- 2013年日本公開賽亞軍。
- 2013年全國女子排名賽第121站季軍。
- 2013年瀋陽世界女子9號球錦標賽第5名。
- 2013年中國CBSA北京密雲女子9球邀請賽殿軍。
- 2013年中國CBSA冠中冠女子精英赛季軍。
- 2013年菲律賓世界女子10號球錦標賽季軍。
- 2013年皇后盃女子東西方對抗賽冠軍（亞洲）隊。
- 2013年世界排名第四。
- 2013年第46屆全日本大阪公開賽季軍。

## 特殊事蹟
- 2012年“國際扶輪社 世界根除小兒麻痺EndPolioNow慈善計劃”親善大使。

## 外部連結
- 蔡佩真 Facebook